# Drugi rząd José Sócratesa
Drugi rząd José Sócratesa (port. XVIII Governo Constitucional de Portugal – XVIII rząd konstytucyjny Portugalii) – rząd Portugalii funkcjonujący od 26 października 2009 do 21 czerwca 2011.
Był to jednopartyjny rząd utworzony po wyborach parlamentarnych w 2009, ponownie wygranych przez Partię Socjalistyczną. Pozwoliło to José Sócratesowi na sformowanie swojego drugiego gabinetu. 23 marca 2011 rząd podał się do dymisji po odrzuceniu rządowego programu oszczędnościowego. Po przedterminowych wyborach utworzony został centroprawicowy gabinet Pedra Passosa Coelho.

## Skład rządu
- Premier: José Sócrates[1]
- Minister stanu, minister spraw zagranicznych: Luís Amado
- Minister stanu, minister finansów: Fernando Teixeira dos Santos
- Minister ds. prezydencji: Pedro Silva Pereira
- Minister obrony narodowej: Augusto Santos Silva
- Minister administracji i spraw wewnętrznych: Rui Pereira
- Minister sprawiedliwości: Alberto Martins
- Minister gospodarki, innowacyjności i rozwoju: José Vieira da Silva
- Minister rolnictwa, rozwoju wsi i rybołówstwa: António Serrano
- Minister robót publicznych i transportu: António Mendonça
- Minister ochrony środowiska i planowania przestrzennego: Dulce Pássaro
- Minister pracy i solidarności społecznej: Helena André
- Minister zdrowia: Ana Jorge
- Minister edukacji: Isabel Alçada
- Minister nauki, technologii i szkolnictwa wyższego: Mariano Gago
- Minister kultury: Gabriela Canavilhas
- Minister ds. kontaktów z parlamentem: Jorge Lacão